# 2024 год в театре
2024 год в театре

## События

### Фестивали и конкурсы
- 28 января — 4 февраля — в Лозанне (Швейцария) в 51-й раз прошёл балетный конкурс «Приз Лозанны». Председателем жюри была Дарси Басселл, премия «За пожизненные заслуги» вручена Алессандре Ферри.

## Деятели театра

### Скончались
- 11 января, Москва — советский и российский актёр театра и кино, педагог и режиссёр, художественный руководитель Малого театра (с 1988) Юрий Соломин.